# Porsche 924 Sebring
De Porsche 924 Sebring is een automodel geproduceerd door Porsche. De auto werd uitsluitend gemaakt voor verkoop in de Verenigde Staten. Dit model sluit aan bij de Porsche 924 Martini, omdat deze ook gemaakt was om hun wereldkampioenschap bij merken te vieren, maar dan in de Verenigde Staten. Een andere naam voor deze auto is Project M429.
Tussen december 1978 en februari 1979 werden de 1400 924's met de naam Sebring gebouwd. De kleur was Porscherood met stripings in het geel, rood, wit en zwart. Net voor de portieren stond het opschrift Sebring '79.

## Speciale eigenschappen
- Uitneembaar dak
- Verwarmde buitenspiegels
- Een driewegstereo
- Stabilisatorstangen

## Versnellingsbakken
De klanten konden kiezen tussen een drietrapsautomaat of een vijfbak van Getrag.

## Heden
De 924 Sebring is zeldzaam, net zoals de Porsche 924 Martini. En doordat de Sebring alleen in de Verenigde Staten werd verkocht, zijn er in Europa slechts weinig.

### Andere 924's
- Porsche 924
  - Porsche 924 Martini
  - Porsche 924 Le Mans
  - Porsche 924 Weissach
  - Porsche 924 50 Jahre edition
  - Porsche 924 Turbo
  - Porsche 924 Carrera GT
  - Porsche 924 Carrera GTS
  - Porsche 924 Carrera GTR
  - Porsche 924 Turbo Italy
  - Porsche 924S
  - Porsche 924S Le Mans